# Genealogies dels comtes de Barcelona (manuscrit 246)

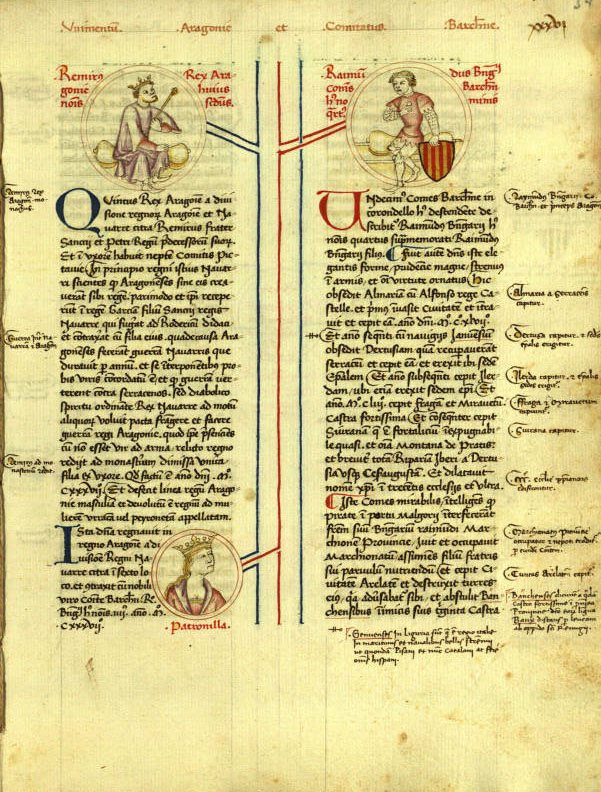
"Genealogies dels comtes de Barcelona;
continuades per l'arxiver Jaume Garcia i per Pere Miquel Carbonell" (Manuscrit 246) és una còpia del segle XV de la Genealogia regum Navarrae et Aragoniae et comitum Barchinonae (1380)

"Genealogies dels comtes de Barcelona; continuades per l'arxiver Jaume Garcia i per Pere Miquel Carbonell" és el nom que s'ha donat al manuscrit 246 de la Biblioteca de Catalunya, una còpia del segle XV que és l'únic testimoni de l'obra genealògica Genealogia regum Navarrae et Aragoniae et comitum Barchinonae, escrita el 1380 per fra Jaume Domènec.

## Antecedents:De regibus Aragonum
Ja en temps de Pere IV d'Aragó "el Cerimoniós" s'havia redactat una cronologia dels reis d'Aragó i comtes de Barcelona amb el títol de De regibus Aragonum descentibus pro genealogiam Raymundi Berengarii illustris comitis Barchinone quo tempore ceperunt regnare, copiant l'estil de la genealogia francesa Genealogia regum francorum (Bibliothèque Nationale, ms. lat. 4.975) de Bernard Gui. En aquesta obra, els reis de França apareixen tancats en cercles amb els títols que els identificaven i consignant la duració del seu regnat. Així mateix, uns petits texts interpreten el principi de legitimitat successòria en favor de la dinastia Capet i de la dinastia Valois.

## Genealogia regum Navarrae et Aragoniae et comitum Barchinonae
L'any 1376, l'infant Joan d'Aragó (futur Joan I d'Aragó "el Caçador"), encarregà a fra Jaume Domènec una genealogia seva i de la seva primera muller Violant de Bar. L'any 1380, fra Jaume Domènec redactà l'obra: Genealogia regum Navarrae et Aragoniae et comitum Barchinonae, en què es detallava l'arbre genealògic de Joan I d'Aragó "el Caçador" i de la seva muller, Violant de Bar. D'aquesta obra original, no se n'ha conservat cap exemplar.
Al segle xv, l'obra original de fra Jaume Domènec fou copiada, però en tractar-se d'una obra genealògica, també fou corregida, actualitzada i ampliada, i donà lloc al manuscrit 246. Posteriorment, a finals del segle xv, el manuscrit 246 arribà a l'arxiver Pere Miquel Carbonell, que també el corregí i l'amplià. El manuscrit 246 amb les notes, correccions i les darreres ampliacions del segle XV rep el nom de "Genealogia dels comtes de Barcelona; continuades per l'arxiver Jaume Garcia i per Pere Miquel Carbonell".

## Manuscrit 246
L'obra original de fra Jaume Domènec fou copiada, corregida i actualitzada posteriorment. Per tal de datar aquesta còpia de l'obra de fra Jaume Domènec, es llegeix el detall que presenta el rei Martí I d'Aragó "l'Humà", germà de ja difunt Joan I d'Aragó (1350-1396), amb el títol de «Comes de Luna et postea Rex Aragonum» (foli 39r.); aquesta dada permet datar el manuscrit 246 amb posterioritat al 1396.

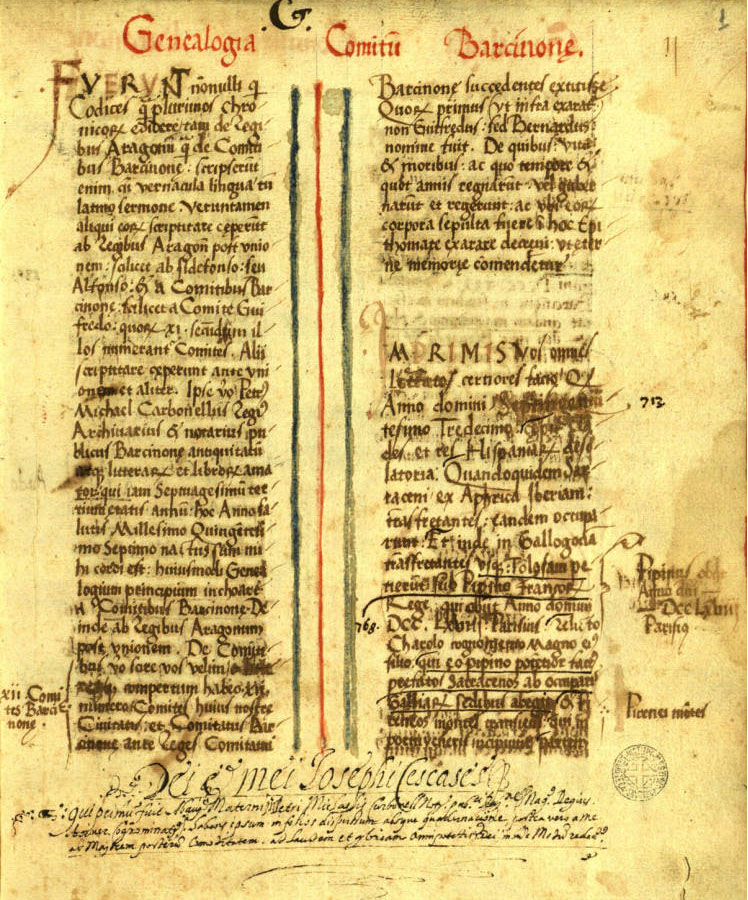
(foli 1r)
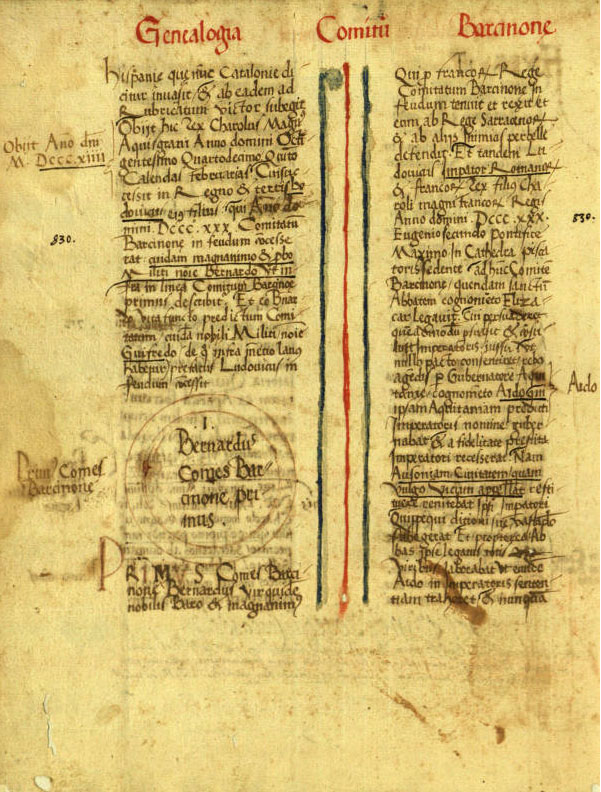
(foli 1v)
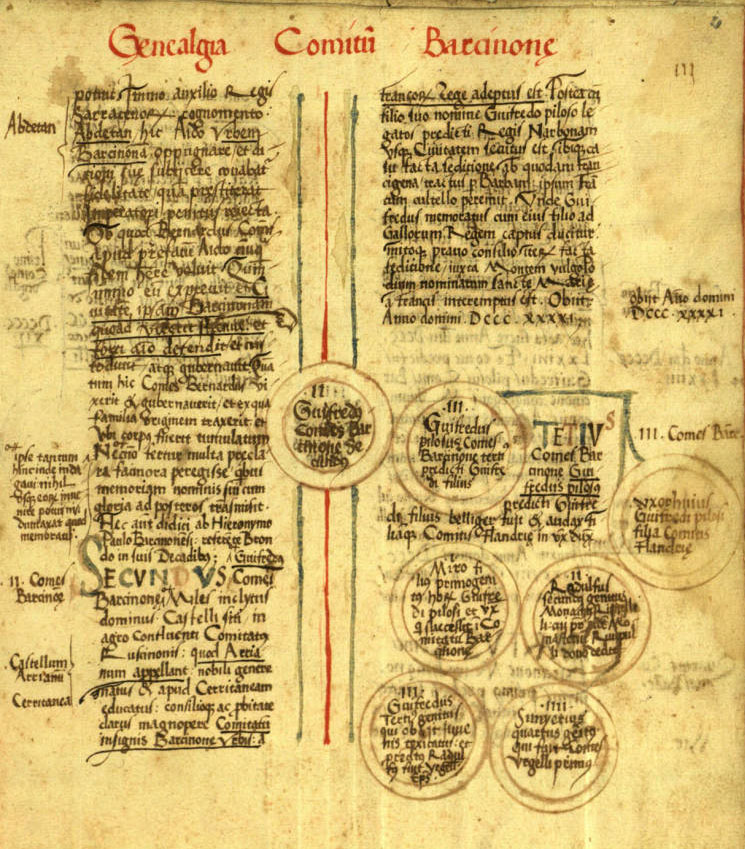
(foli 2r)

El manuscrit 246, seguint l'obra original de fra Jaume Domènec, comença amb la genealogia de Violant de Bar, primera esposa de Joan I d'Aragó. Aquesta primera part és una còpia de la Genealogia regum Francorum de Bernard Gui, en què es representa tota la sèrie de reis de França des dels pipínides, els capets i els Valois, incloent-hi tots els seus representats, reis, mullers i fills, fins a enllaçar amb Violant de Bar, neta del rei de França i esposa de l'infant Joan d'Aragó.

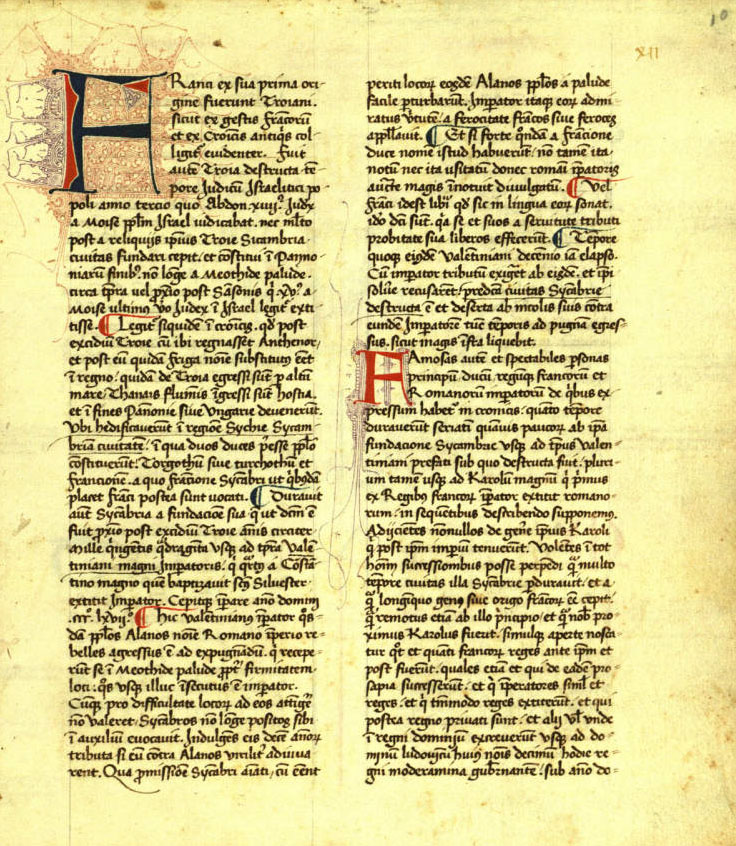
(foli 10r)
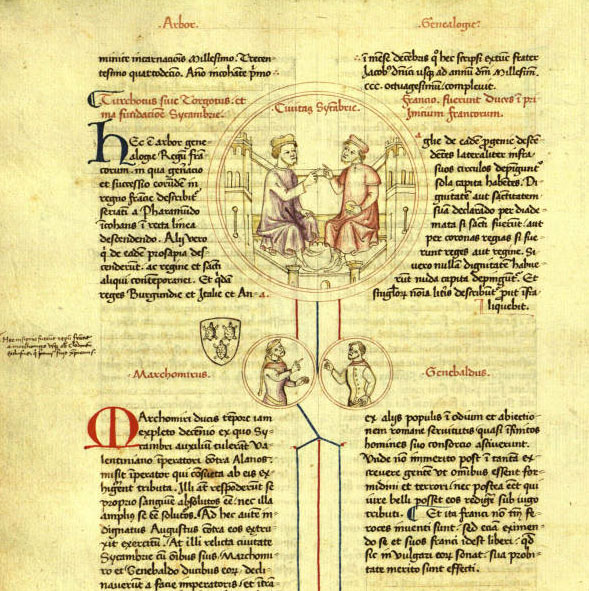
(foli 10v) Reis de França
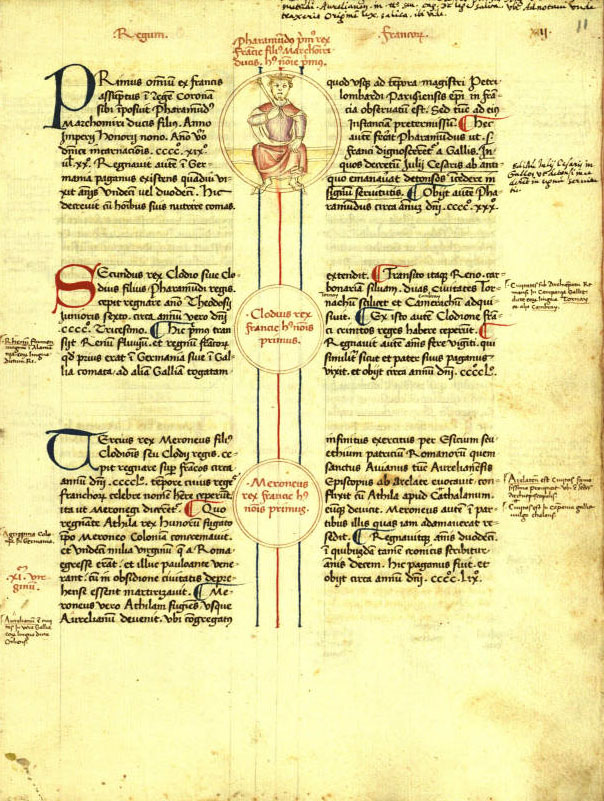
(foli 11r) Reis de França
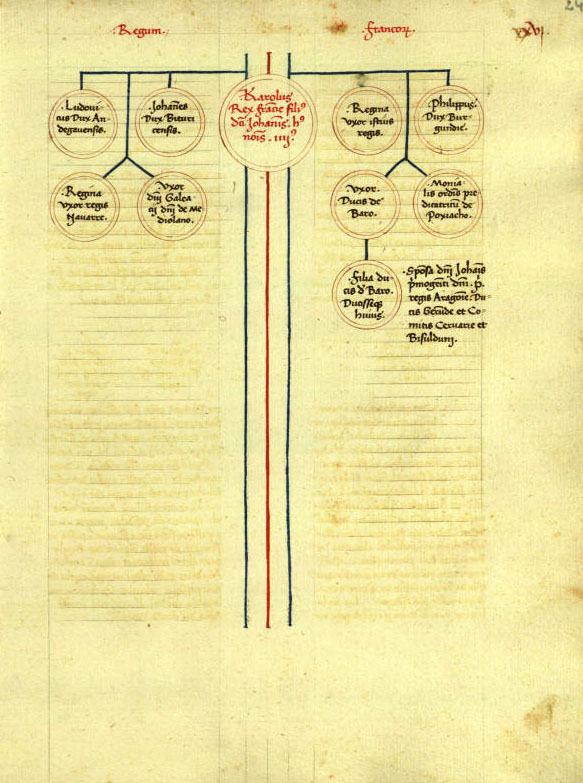
(foli 24r) Rei Carles V de França i Violant de Bar

El manuscrit 246 continua amb la genealogia pròpia de l'infant Joan d'Aragó; aquesta part està il·luminada amb diverses miniatures i les línies de successió es marquen amb unes línies de color blau i vermell, en què es mostra la descendència i la transmissió del títol reial fins a arribar al protagonista de l'obra original, l'infant Joan d'Aragó. La seva genealogia comença amb García Ximénez, «primus Rex Navarre et Aragonie» (foli 26v); aquest apareix assegut al tron, armat amb corona i ceptre, i al seu costat apareix l'escut de Navarra amb les cadenes. Aquesta miniatura és l'única dels reis de Navarra, ja que de la resta de la família reial i dels seus successors tan sols n'apareix el nom escrit en un cercle. A la pàgina següent (foli 27r), comença la genealogia dels comtes de Barcelona amb la miniatura de Guifré el Pilós, que apareix assegut i amb un escut en què es veu la senyera reial.

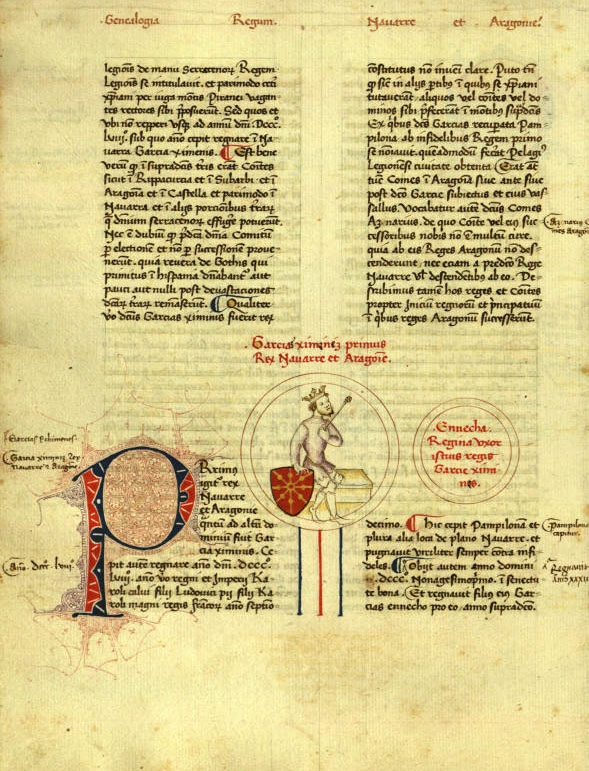
(foli 26v) Garcia Ximénez, primer rei de Navarra i Aragó
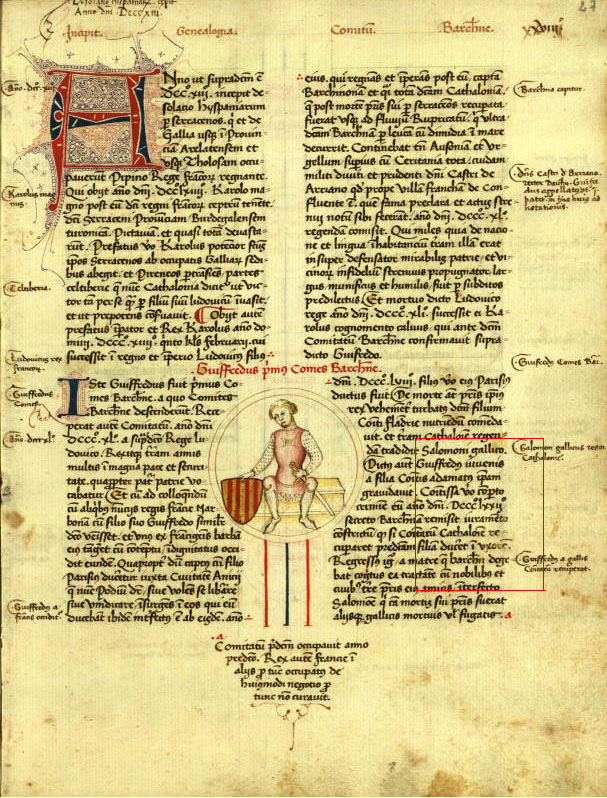
(foli 27r) Guifré el Pilós, primer comte de Barcelona

En la resta de folis, apareix l'arbre genealògic de Navarra i Aragó, en què destaca la miniatura de Ramir I d'Aragó, «primus rex Aragonie», assegut en un tron i amb un escut en què apareix la creu d'Ènnec Aritza (foli 31v.); al següent foli, es descriu la dinastia comtal de Barcelona, de manera que la doble ascendència apareix compaginada amb la presentació dels reis de Navarra i Aragó a l'esquerra, i els comtes de Barcelona a la dreta. Així, prossegueix fins a arribar al foli 34r, en què es representa la unió d'ambdues dinasties amb les miniatures del rei Ramir II d'Aragó "el Monjo" i el comte Ramon Berenguer IV de Barcelona, tancades pels seus respectius cercles. De cada cercle, arrenquen línies convergents que van a parar al tron principal, en què apareix la miniatura de la reina Peronella d'Aragó. A partir d'aquí, la genealogia s'unifica i manté la continuïtat fins a arribar a l'hereu, l'infant Joan d'Aragó, que és qui havia encarregat l'obra original a fra Jaume Domènec; per als fills de l'infant Joan d'Aragó, s'havien reservar 2 cercles buits que quedaren en blanc.

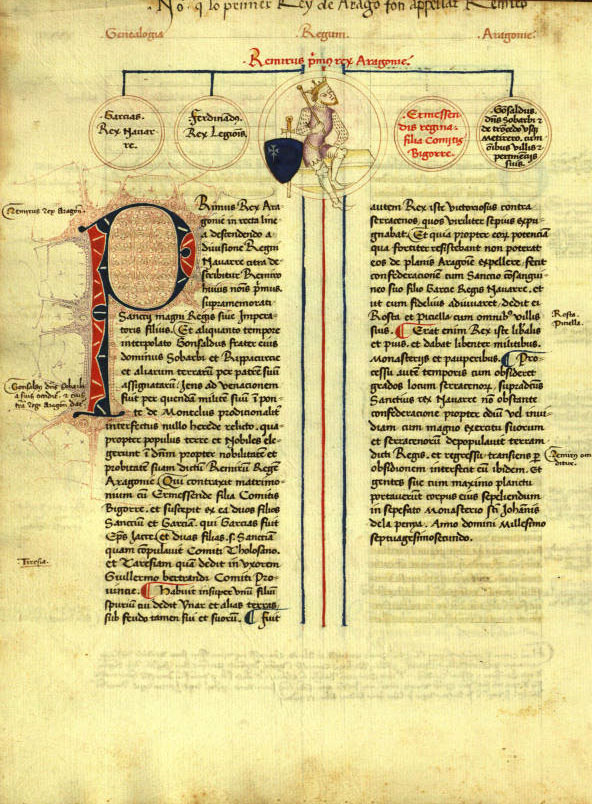
(foli 31v) Ramir I d'Aragó, primer rei d'Aragó
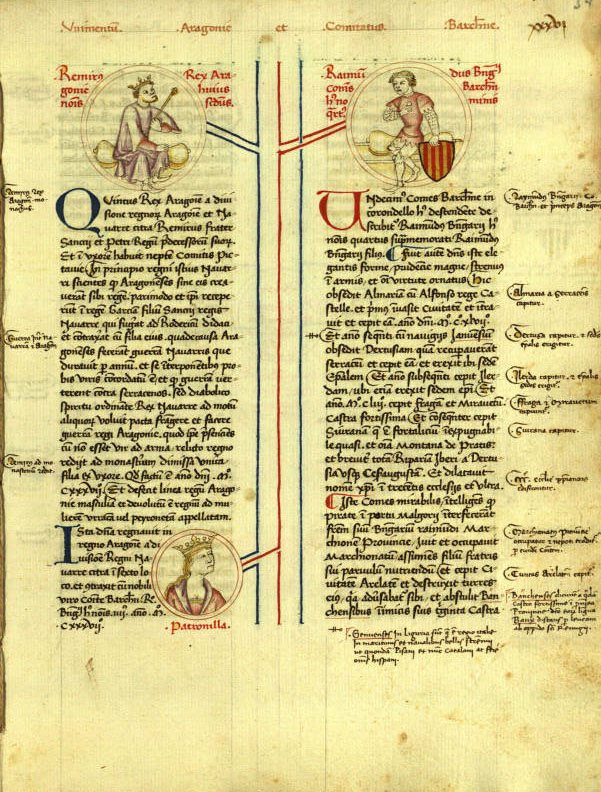
(foli 34r) Ramir II d'Aragó Ramon Berenguer Peronella d'Aragó
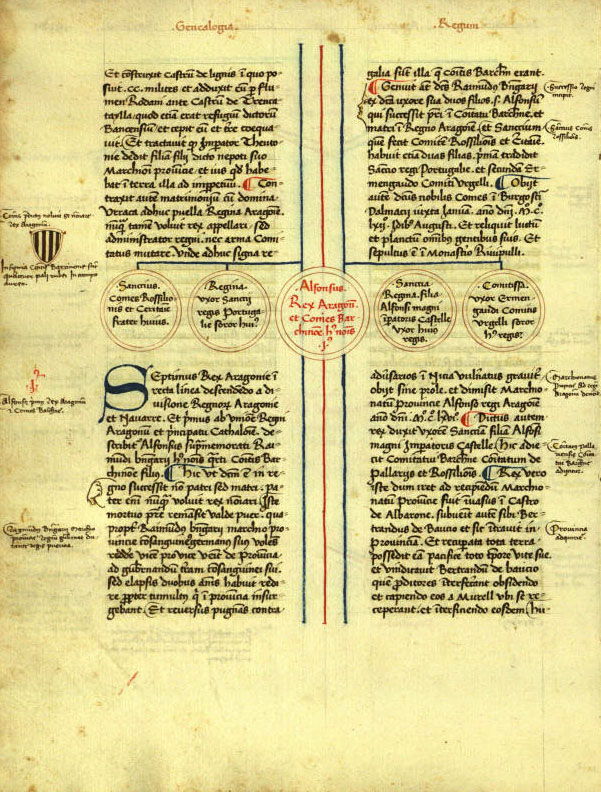
(foli 34v) Alfons II d'Aragó

## Manuscrit 246 ampliat:"Geneaologia dels comtes de Barcelona; continuades per l'arxiver..."
El manuscrit 264 arribà a l'arxiver Pere Miquel Carbonell a finals del segle xv, i aquest hi afegí noves notes. El manuscrit 246 havia quedat interromput abans del compromís de Casp, però després fou reprès i ampliat amb notes com la que hi ha quan es parla d'Elionor d'Aragó, filla de Pere IV d'Aragó el Cerimoniós i casada amb Joan I de Castella, el fill dels quals esdevingué el rei escollit en el compromís de Casp, Ferran I d'Aragó: "ex quibus.... rex Ferdinandus infrascriptus originem traxit, ad quem successio regni Aragonum per mortem regis Martini qui sine liberis decessit, per electores terres data est".

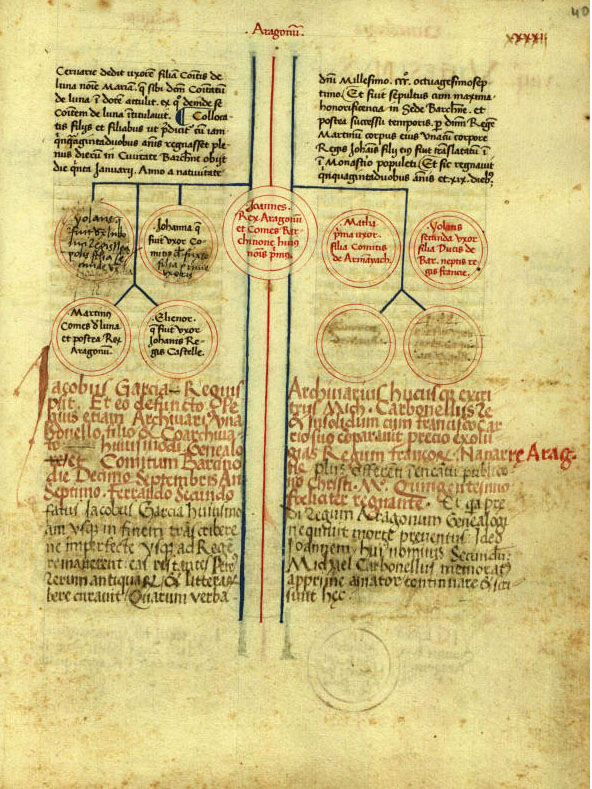
(foli 40r) Joan I d'Aragó i ampliacions posteriors
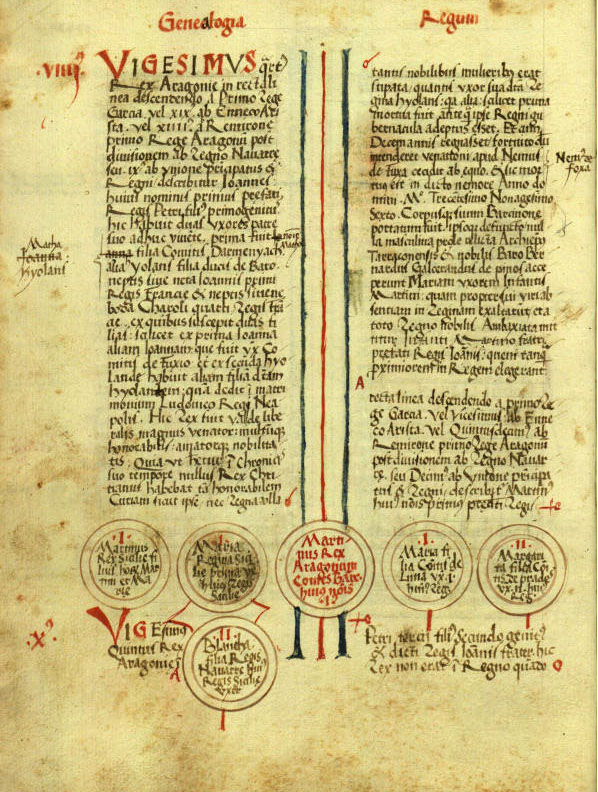
(foli 40v) Martí I d'Aragó i ampliacions posteriors
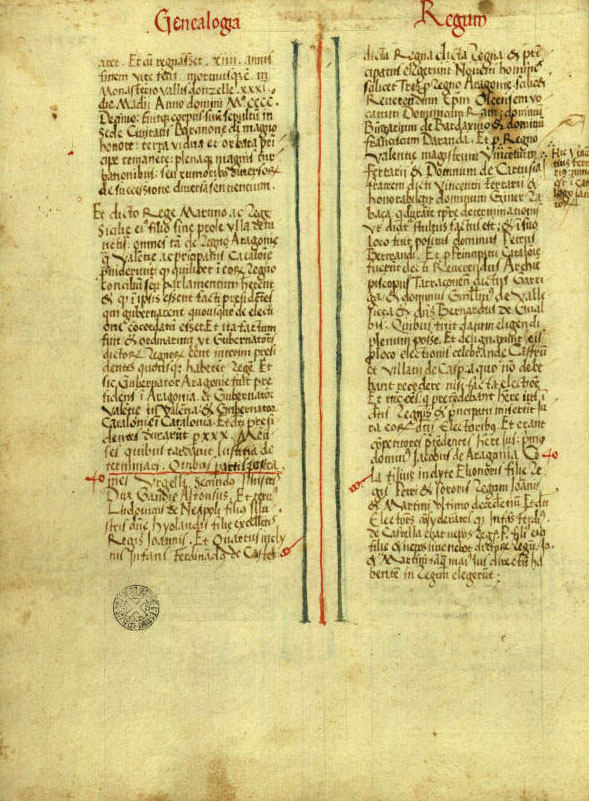
(foli 41v) últim foli